# マルヴァ (小惑星)
マルヴァ(1072 Malva)は、小惑星帯の小惑星である。1926年10月4日にカール・ラインムートがハイデルベルクで発見した。当初は1926 TAという仮符号が付けられた。
コロラド州コロラドスプリングスのPalmer Divide Observatoryで2007年に行われた観測に基づく光度曲線によると、10.080 ± 0.005時間の周期で、明るさが0.17 ± 0.02等級の範囲で変動することが明らかとなった。
アオイ科のゼニアオイ属(Malva)にちなんで命名された。